# Ratniv, Luțk
Ratniv (în ucraineană Ратнів) este localitatea de reședință a comunei Ratniv din raionul Luțk, regiunea Volînia, Ucraina.

## Demografie
Componența lingvistică a localității Ratniv
     Ucraineană (99,66%)
     Alte limbi (0,23%)
Conform recensământului din 2001, majoritatea populației localității Ratniv era vorbitoare de ucraineană (99,66%), existând în minoritate și vorbitori de alte limbi.